# Antônio Olinto
Antônio Olinto est une ville brésilienne du sud-est de l'État du Paraná. Elle se situe par une latitude de 25° 59' 09" sud et par une longitude de 50° 11' 49" ouest, à une altitude de 802 mètres. Sa population était estimée à 7 166 habitants en 2006. La municipalité s'étend sur 470 km2.

## Maires
| Période | Période | Identité                      | Étiquette | Qualité |
| ------- | ------- | ----------------------------- | --------- | ------- |
| 2009    | 2012    | José Ambrósio Soares da Veiga | PSDB      |         |

## Villes voisines
Antônio Olinto est voisine des municipalités (municípios) suivantes :
- São Mateus do Sul ;
- São João do Triunfo ;
- Lapa ;
- Mafra dans l'État de Santa Catarina ;
- Três Barras dans l'État de Santa Catarina.